# Ayaviri
Ayaviri – miasto w Peru, w regionie Puno, stolica prowincji Melgar. W 2008 liczyło 22 057 mieszkańców.